# Corvus cryptoleucus
El cuervo llanero (Corvus cryptoleucus) es una especie de ave paseriforme de la familia Corvidae.
Se distribuye en el sudoeste y el medio oeste de Estados Unidos y norte de México, incluyendo el sudeste de Arizona, el sur de Nuevo México, el sureste de Colorado, el oeste de Kansas, el oeste de Oklahoma, y el sur y el oeste de Texas.
Se alimenta de semillas, insectos y otros invertebrados, pequeños reptiles, carroña y restos de comida humana, frutas, huevos y pichones.